# جکس (مورتال کامبت)
جکسون «جَکس» بریگس (به انگلیسی: Jackson "Jax" Briggs) یکی از شخصیت‌های ساختگی مجموعه بازی‌های مبارزه‌ای مورتال کامبت است. او برای نخستین بار در نسخه مورتال کامبت ۲ (۱۹۹۳) به عنوان یک نیروی ویژه از لحاظ فیزیکی با ابهت در ارتش ایالات متحده آمریکا و مافوق شخصیت سونیا بلید معرفی شد، و از آن زمان به بعد تقریباً در تمام قسمت‌های این سری به عنوان نقش اصلی حضور داشت. همچنین وی شخصیت اصلی بازی مورتال کامبت: نیروی ویژه برای کنسول پلی‌استیشن بود، و یکی از یازده شخصیت موجود در بازی مورتال کامبت علیه دنیای دی‌سی بود. یکی از بزرگترین ویژگی‌های برجسته جکس در این بازی دستان بیونیک فلزی اوست، که از نسخه مورتال کامبت ۳ ظاهر شدند.